# ФК Оулд Итъниънс
ФК Оулд Итъниънс (на английски: Old Etonians F.C.) е футболен клуб от английския град Итън, чиито играчи са бивши ученици в колежа на Итън.

## История
Създаден от Артър Кинард през 1871 г., клубът печели ФА Къп още същата година след победа над Блекбърн Роувърс с 1:0 на стадион Дъ Оувъл. Следващата година тимът губи от друг отбор от същия град - Блекбърн Олимпик с 2:1 след продължения. Между 1875 и 1883 година участва в шест от деветте финала на ФА Къп, печелейки два пъти.

## Клубът днес
През последните няколко години клубът се подвизава в Артуриън Лийг, като има четири отбора. Главният тим, наречен 1st XI завършва на първо място в Премиър Дивизията два пъти.